# کنلی (کارولینای شمالی)
کنلی (به انگلیسی: Kenly) شهری در ایالت کارولینای شمالی کشور ایالات متحده آمریکا است که جمعیت آن در سرشماری سال ۲۰۱۰ میلادی، ۱٬۳۳۹ نفر بوده‌است.